# Los esponsales de Jasón y Medea en el templo de Apolo
Los esponsales de Jasón y Medea en el templo de Apolo es un cuadro del pintor Biagio d'Antonio, realizado en 1487, que se encuentra en el Museo de las Artes Decorativas de París, Francia. La obra perteneció a Lorenzo Tornabuoni, un noble emparentado con los Médici, que vivió con su amada Giovanna tras unas bodas fastuosas, malogradas al año siguiente al morir ella. El cuadro formó parte de una serie de tres ubicadas en su Palazzo Tornabuoni, en las que se completaba el ciclo de los Argonautas, donde los otros dos representaron la salida de los Argonautas y su paso por Cólquida.

## El tema

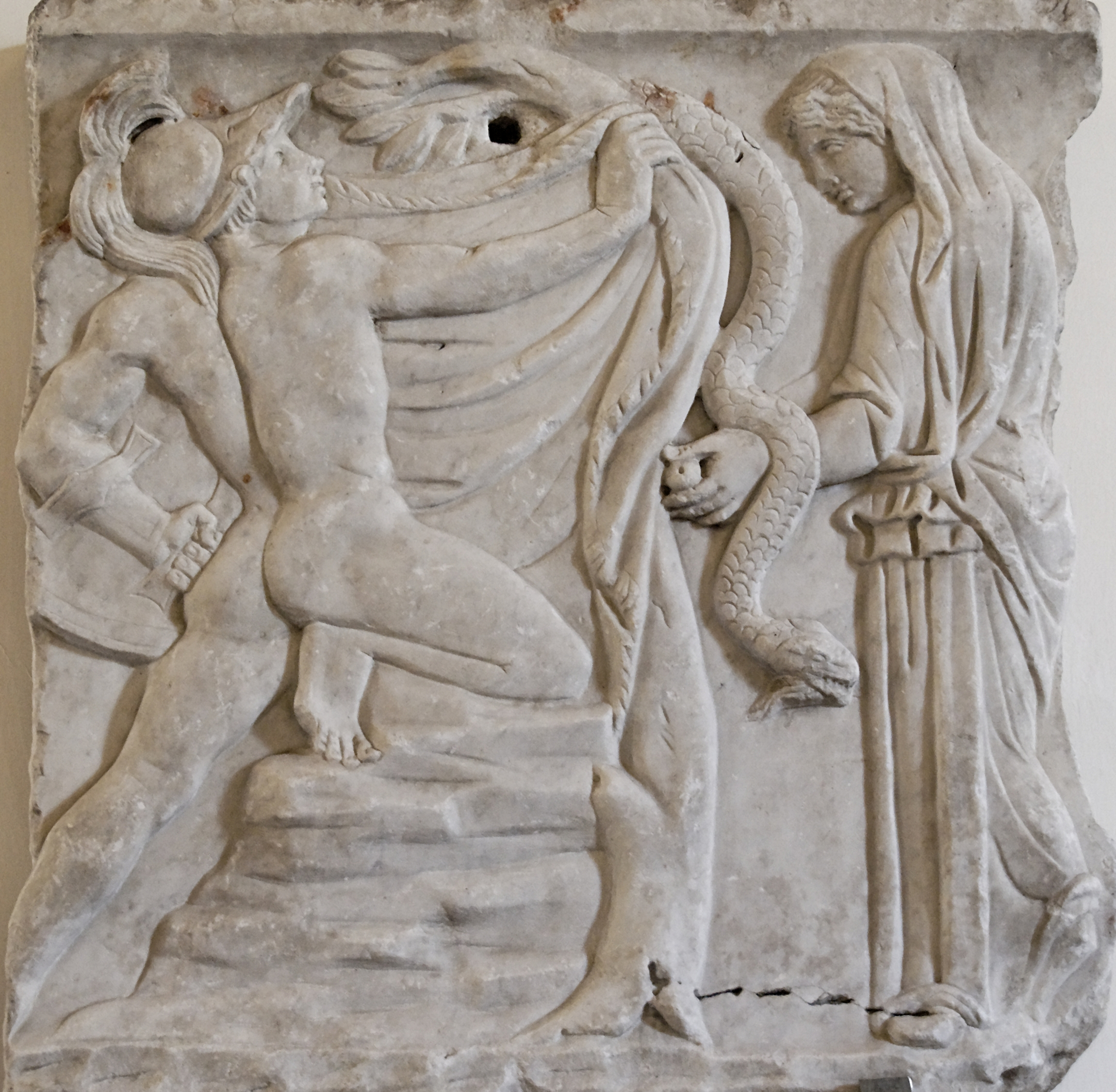
Jasón apoderándose del Vellocino de oro con la ayuda de Medea, sarcófago romano,.

El cuadro cuenta la historia del héroe griego Jasón en el momento de desposar a Medea, la hija del rey Eetes. Jasón estaba embarcado en la búsqueda del Vellocino de Oro, que había sido exigido por su tío y usurpador del trono Pelias. Medea promete ayudar a Jasón si se casa con ella, a lo que el héroe accede en primera instancia. La historia de Jasón y su encuentro con Medea sirvió de inspiración a múltiples artistas de diferentes épocas y estilos.

## Descripción de la obra
El cuadro presenta un equilibrio formal por dos barcos a ambos lados de la escena, mientras los casamenteros se ubican en el templo octogonal de Apolo, representado con formas renacentistas. Biagio d'Antonio se manifiesta generoso en los detalles y en la claridad de los colores.
El autor crea diversas escenas en el mismo cuadro, con el novio llegando por la izquierda del cuadro, celebrando la boda en la parte central y marchándose con su esposa en la parte derecha de la escena.